# Bridgewater (Vermont)
Bridgewater – miasto w Stanach Zjednoczonych, w stanie Vermont, w hrabstwie Windsor.